# ステッピングモーター

VR型ステッピングモーターのアニメ

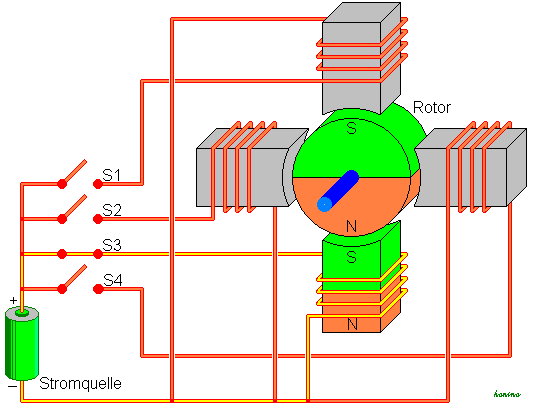
PM型ステッピングモーターの駆動回路の模式図

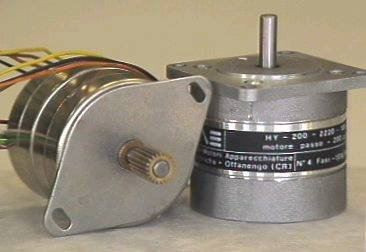
ステッピングモーター

ステッピングモーター(Stepper motor)は、ドライバを介して直流のパルス電圧を印加して駆動する電動機である。したがってパルスモーター(Pulse motor)ともいわれる。簡単な回路構成で、正確な位置決め制御を実現できるので、装置の位置決めを行う場合などによく使われる。

## 特徴
- 運動量が駆動パルスの数に比例する。
- デジタル制御回路との相性が良い。
- フィードバック回路の必要性がない（開ループ制御）。
- エネルギー効率が低い。
- 負荷が大きすぎたり、パルス周波数が高すぎると同期外れで誤動作につながる。この状態を「脱調」と呼び、加減速シーケンスを用いると改善することがある。

## 回転子の種類

### Permanent Magnet Type （PM型：永久磁石形）
回転子として、円周上にNSNS…と交互に着磁した磁性体を使用する。安価であるが、着磁間隔を細かくすることに限界があるので、ステップ角度は小さくできない。

### Variable Reluctance Type （VR型：歯車状鉄心形）
回転子として、歯車状の鉄心を使用する。ステップ角度を小さくできるが、トルクがやや低い。

### Hybrid Type （HB型：複合形）
PM型とVR型の特徴を併せ持った構造である。PM型の場合は円周方向に着磁するが、HB型では軸方向に着磁した磁石を使用し、磁極側を二枚の歯車状鉄心で挟み込む。この時、N極側とS極側の歯の凸凹が逆になるようにする。

## 固定子の巻線構成
ステッピングモーターは、固定子に複数の巻線を用意しておき、電流を流す巻線を切り替えることによって動作させる。巻線構成としては二相（二組の巻線）のものが一般的であるが、三相、五相といったものもある。

## ステッピングモーターの動作原理
PM型の簡略化したモデルを例にとって、動作原理を説明する。
1. 巻き線Aに電流を流すと、固定子と回転子のN・Sが引き合った状態になる。
2. 巻き線Bにも電流を流すと、両方の固定子が磁化して回転子を引きつけるので、力が釣り合うように45°回転する。
3. 巻き線Aの電流を切ると、さらに45°回転する。
4. 巻き線Aに先程と逆方向の電流を流すと、さらに45°回転する。
5. 巻き線Bの電流を切ると、さらに45°回転する。
6. 巻き線Bに先程と逆方向の電流を流すと、さらに45°回転する。
7. 巻き線Aの電流を切ると、さらに45°回転する。
8. 巻き線Aに最初と同じ方向の電流を流すと、さらに45°回転する。

以上のように、ステップ1から8を繰り返すことによって、一定の方向に回転する。
| ステップ  | 端子1 巻き線A | 端子2 巻き線A | 端子1 巻き線B | 端子2 巻き線B | 画像 |
| --------- | ------------- | ------------- | ------------- | ------------- | ---- |
| ステップ1 | +Vcc          | -Vcc          |               |               |      |
| ステップ2 | +Vcc          | -Vcc          | +Vcc          | -Vcc          |      |
| ステップ3 |               |               | +Vcc          | -Vcc          |      |
| ステップ4 | -Vcc          | +Vcc          | +Vcc          | -Vcc          |      |
| ステップ5 | -Vcc          | +Vcc          |               |               |      |
| ステップ6 | -Vcc          | +Vcc          | -Vcc          | +Vcc          |      |
| ステップ7 |               |               | -Vcc          | +Vcc          |      |
| ステップ8 | +Vcc          | -Vcc          | -Vcc          | +Vcc          |      |

## 励磁モード

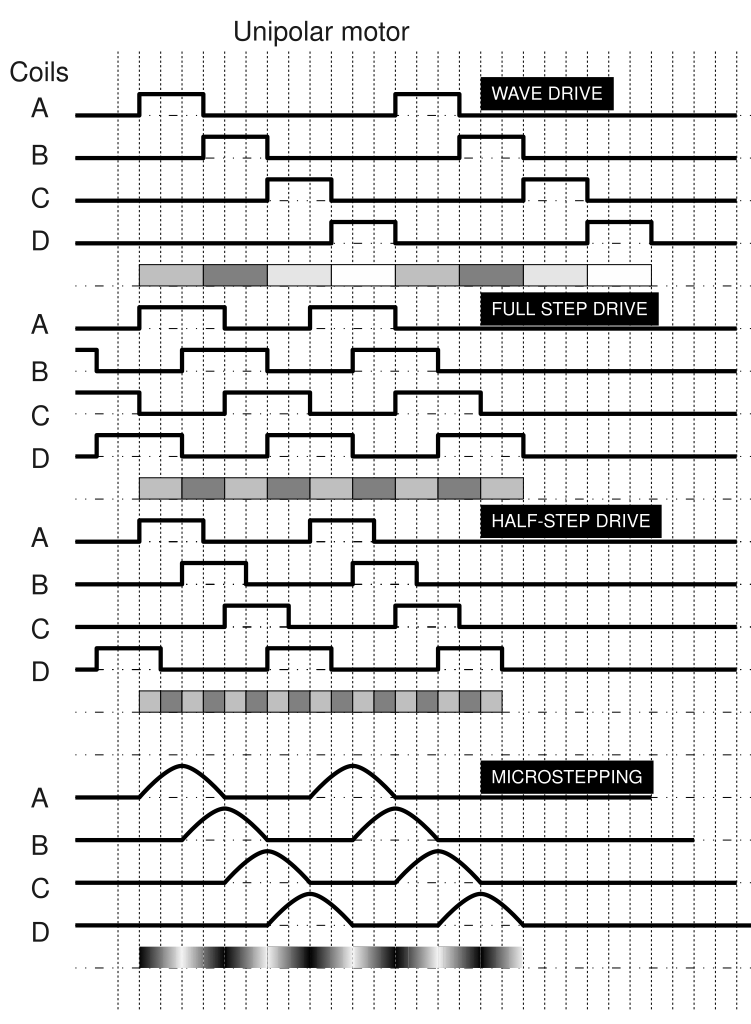
各駆動方式の波形

ステッピングモーターは、巻き線への電流の与え方を変えることにより、特性を変えることができる。二相型の電動機について以下に述べる。
一相励磁
常に巻き線一相のみに電流を流す。位置決め精度は良いが、減衰運動が残りやすい。
二相励磁
二相に電流を流す。一相励磁の約2倍の出力トルクが得られる。
一-二相励磁
一相と二相を交互に切り替えて電流を流す。一相励磁・二相励磁の場合のステップ角度の半分にすることができるので、滑らかな回転を得られる。前のセクションの説明図では、一-二相励磁を使っている。
マイクロステップ駆動（バーニア駆動）
巻き線への電流を単純なON/OFFではなく、二つの巻き線の電流比率を細かく変えていくことで、より細かいステップ角度を得る手法。

## 運動形態
一般的な回転形の電動機の他に、直進形の電動機（リニアステッピング）も存在する。

## 用途例
産業用途
- 産業用ロボット
  - 垂直多関節ロボット
  - 水平多関節ロボット
  - 直交ロボット
  - 溶接ロボット

コンピューター用途
古い磁気ディスク装置等のヘッド移動用トラッキングモーター
現在の製品はリニアモーターを埋め込みサーボで制御している。
一般家庭用途
- 時計#アナログ式

航空機用途
- フライ・バイ・ワイヤ

自動車用途
- ドライブ・バイ・ワイヤ
- NAVi5

自動車用計器
自動車やオートバイの計器に使用されることがあるが、これは正確さよりも演出を狙ったものである。
デジタルカメラ
写真レンズの移動に主にステッピングモーターが使用されている。ただし、携帯電話内蔵カメラのような小型のカメラモジュールではサイズの関係からリニアモーターが採用されていることも多い。
パチンコ、パチスロ・スロット
回転軸を指定された角度で停止させることが可能なことから、パチンコ、パチスロ機やスロットマシンのリールに使用されている。